# KitchenAid
KitchenAid — американский бренд бытовой техники, принадлежащий компании Whirlpool Corporation. Компания была создана в 1919 на базе корпорации Hobart Corporation, чтобы производить стационарные миксеры; первая представленная модель — «H-5». Компания столкнулась с жесткой конкуренцией, так как на стремительно развивающемся рынке появились конкуренты. В 1930-х дизайнером Эгмонтом Аренсом была создана модель миксера под названием «К». Данная модель стала визитной карточкой компании и практически не изменилась с тех пор. Второе направление, представленное компанией в 1949 — посудомоечные машины.

## История
Идея создания стационарного миксера появилась у Герберта Джонстона, инженера, работающего в Hobart Corporation. Увидев, как пекари замешивают тесто, он решил найти лучший способ для исполнения задачи. В 1914 началась работа над созданием, и вскоре использование модели «H» было запущено на производстве. Военно-морской флот США заказал миксеры для двух новых линкоров класса «Теннесси», USS California BB-44 и USS Tennessee BB-43, так же как и для первого военного броненосца USS South Carolina BB-26. К 1917 стационарные миксеры Hobart стали стандартным оснащением на всех кораблях и судах военно-морского флота США, что толкало к развитию первых домашних моделей.
Первым под именем KitchenAid был миксер «C-10», объёмом 9,5 литров, выпущенный в 1918 и созданный в Hobart Troy Metal Products Springfield, Огайо. Первые миксеры были подарены женам сотрудников фабрики и, по легенде, одна из них сказала: «Мне все равно, как вы это назовете, но это лучший кухонный помощник (kitchen aid), который у меня когда-либо был». Они были изначально ориентированы на рынок фермеров и продавались в хозяйственных магазинах. Но из-за трудностей в убеждении ретейлеров продавать товар, компания наняла в основном женский состав для того, чтобы продавать миксеры от двери к двери.
В 1922 KitchenAid представили новую модель для домашнего использования — «H-5». Она была меньше и легче, чем «C-10», и имела встроенную управляемую чашу. В августе 1928 года была представлена модель «G», весившая в два раза меньше «H-5». В 1920 несколько компаний выпустили подобные миксеры, и Sunbeam Mixmaster стали самыми популярными среди покупателей до 1950-х

Миксеры KitchenAid набирали популярность, и к концу 1930-х годов на каждое Рождество фабрика распродавала все товары подчистую. На время Второй мировой войны фабрика была закрыта. После войны производство началось снова, когда фабрика переместилась в Гринвилл, штат Огайо, чтобы увеличить вместительность. 
 В 1949 году перечень продукции расширяется: помимо стационарных миксеров производятся посудомоечные машины.
В 1985 компания приобретает фирму Chambers Company, чтобы включить её ассортимент печей в бренд KitchenAid. В январе 1986 года, после того как жалобы на несправедливую конкуренцию от компаний White Consolidated Industries и Magic Chef, производящих посудомоечные машины, были отклонены по рассмотрению дела федеральным апелляционным судом, Whirlpool Corporation получила возможность приобрести KitchenAid. Производство холодильников было добавлено в ассортимент позже, в 1986 году. Компания использовала популярность известных шеф-поваров в конце 1980-х, чтобы расширить диапазон потребителей. В 1988 розничный продавец Williams-Sonoma открывал новые магазины на территории США и продавал кобальтово-голубой стационарный миксер. Несмотря на то, что продукция KitchenAid продавалась у ретейлеров с 1959 года, новые магазины представили миксеры ещё более широкому кругу готовящих дома. Этот факт и изменения в маркетинговой стратегии KitchenAid привело к тому, что узнаваемость бренда возросла в два раза за последующие 3 года. KitchenAid начали производить блендеры и другие маленькие бытовые приборы в середине 1990-х. Бренд продвигался далее, спонсируя кулинарное шоу Home Cooking телеканала PBS  и производя миксеры для ведущих кулинарных телешоу, таких как Джулия Чайлд и Марта Стюарт. Как следствие успеха с William-Sonoma, некоторые позиции продавались в крупнейших супермаркетах, таких как Kohl’s и Macy's. Для каждого ретейлера создавались миксеры специального цвета. Цветные миксеры также создавались в благотворительных целях. Например, розовый миксер был выпущен, чтобы увеличить фонд исследований рака груди, а миксеры в красном цвете были отличительной чертой Target Corporation. Ассортимент бытовых приборов ProLine был запущен в 2003 вместе с исключительным шестимесячным соглашением с Williams-Sonoma.

## Проектирование и изготовление
Эгмонт Аренс был нанят в 1930 для проектирования бюджетной линейки миксеров. Результатом стало производство модели «K», впервые исполненной в обтекаемых линиях. С тех пор стандарты дизайна KitcheAid практически не изменились. Силуэт является зарегистрированной торговой маркой. В 1997 году Музей современного искусства Сан-Франциско выбрал стационарный миксер KitchenAid иконой американского дизайна. На передней части каждого миксера существует гнездо для насадок. Каждый миксер KitchenAid после производства модели «K» предоставляет совместимость между насадками разных поколений, что означает, что насадки, произведённые начиная с 1930 года, могут использоваться на современных миксерах и наоборот. Однако данная совместимость актуальна только для деталей, подключающихся в гнездо насадок. Другие детали, такие как мешалка, чаша и т. д. не обязательно совместимы даже между идентичными моделями, произведенными в один период. Например, не все на данный момент производимые миксеры с 4,8 литровой чашей имеют одинаковые детали. Первоначально миксеры были доступны только в белом цвете; ассортимент цветов появился позднее в 1955 году.
Сегодня некоторая продукция KitchenAid производится в штатах Огайо, Южная Каролина, Миссисипи, Инлиана, Арканзас, Онтарио, а также в Квебеке и Китае, и распространяется по всей Северной Америке и в других странах, в том числе и в России. Все стационарные миксеры KitchenAid собираются на фабрике Гринвилл, Огайо. Литые части миксеров доставляются с различных производственных фабрик по всему миру и собираются вручную. В зоне рабочих сборочной линии проводится тур, известный как «Опыт KitchenAid».